# 馮寶封
馮寶封（？—？），浙江桐乡县人，清朝政治人物。捐纳出身。
同治六年八月，擔任清朝廣東省潮州府豐順縣知縣。后由劉風階接任。